# عادل شركس
عادل شركس (10 يوليو 1966-) هو اقتصادي وسياسي أردني. نال درجة البكالوريوس في الإحصاء التطبيقي من جامعة اليرموك عام 1988، والماجستير في الاقتصاد عام 1990 من ذات الجامعة، كما نال درجة الدكتوراة في الاقتصاد المالي من جامعة نيو أورلينز عام 2002. يشغل حالياً منصب محافظ البنك المركزي الأردني من 10 يناير 2022.

## سيرته
ولد عادل أحمد شركس عام 1966. بدأ مسيرته العملية عام 1991 في البنك المركزي، حيث عمل رئيس قسم الشؤون النقدية عام 2008، ثم مدير دائرة الأبحاث عام 2011، ليشغل بعدها منصب نائب محافظ البنك المركزي عام 2012. كما عمل محاضراً في جامعة نيو أورلينز، وأستاذ مشارك في الجامعة الأردنية، الجامعة الهاشمية، معهد نيويورك للتكنولوجيا، معهد الدراسات المصرفية، وأستاذ مساعد في جامعة ألفريد الأمريكية. نال شركس جائزة هارولد مكجرو في التمويل عن ورقته البحثية «تأثير عمليات الاندماج والاستحواذ على كفاءة الصناعة المصرفية الأمريكية» خلال مؤتمر اتحاد التمويل الغربي عام 2006، وجائزة «من يكون هو» للمدرسين بالجامعات الأمريكية عام 2005 و2006.

## مناصبه
شغل عادل شركس عدة مناصب منها:
- رئيس فريق قطاع الخدمات المالية وعضو اللجنة التنسيقية لرؤية الأردن 2025.
- رئيس مجلس إدارة الشركة الأردنية لإعادة تمويل الرهن العقاري.
- نائب رئيس مجلس إدارة مؤسسة ضمان الودائع.
- عضو في اللجنة التوجيهية لتقنية المعلومات في البنك المركزي الأردني.